# Eucteniza rex
Eucteniza rex là một loài nhện trong họ Cyrtaucheniidae. Loài này phân bố ở Hoa Kỳ.